# Harvest House Publishers
Harvest House Publishers, é uma editora cristã americana fundada em 1974 nos Estados Unidos, por Bob Hawkins. Ela esta entre as dez maiores editoras de Literatura Cristã e pública mais de 150 novos livros por ano.